# Czesław Szymkiewicz
Czesław Józef Szymkiewicz (ur. 1930, zm. 4 października 2021) – polski urolog, prof. dr hab., uczestnik powstania warszawskiego.

## Życiorys
W czasie II wojny światowej uczestniczył w powstaniu warszawskim. Obronił pracę doktorską, następnie uzyskał stopień doktora habilitowanego. 14 stycznia 1992 nadano mu tytuł profesora w zakresie nauk medycznych. Został zatrudniony w Instytucie „Pomnika – Centrum Zdrowia Dziecka”.
Zmarł 4 października 2021, pochowany na Cmentarzu Wawrzyszewskim.

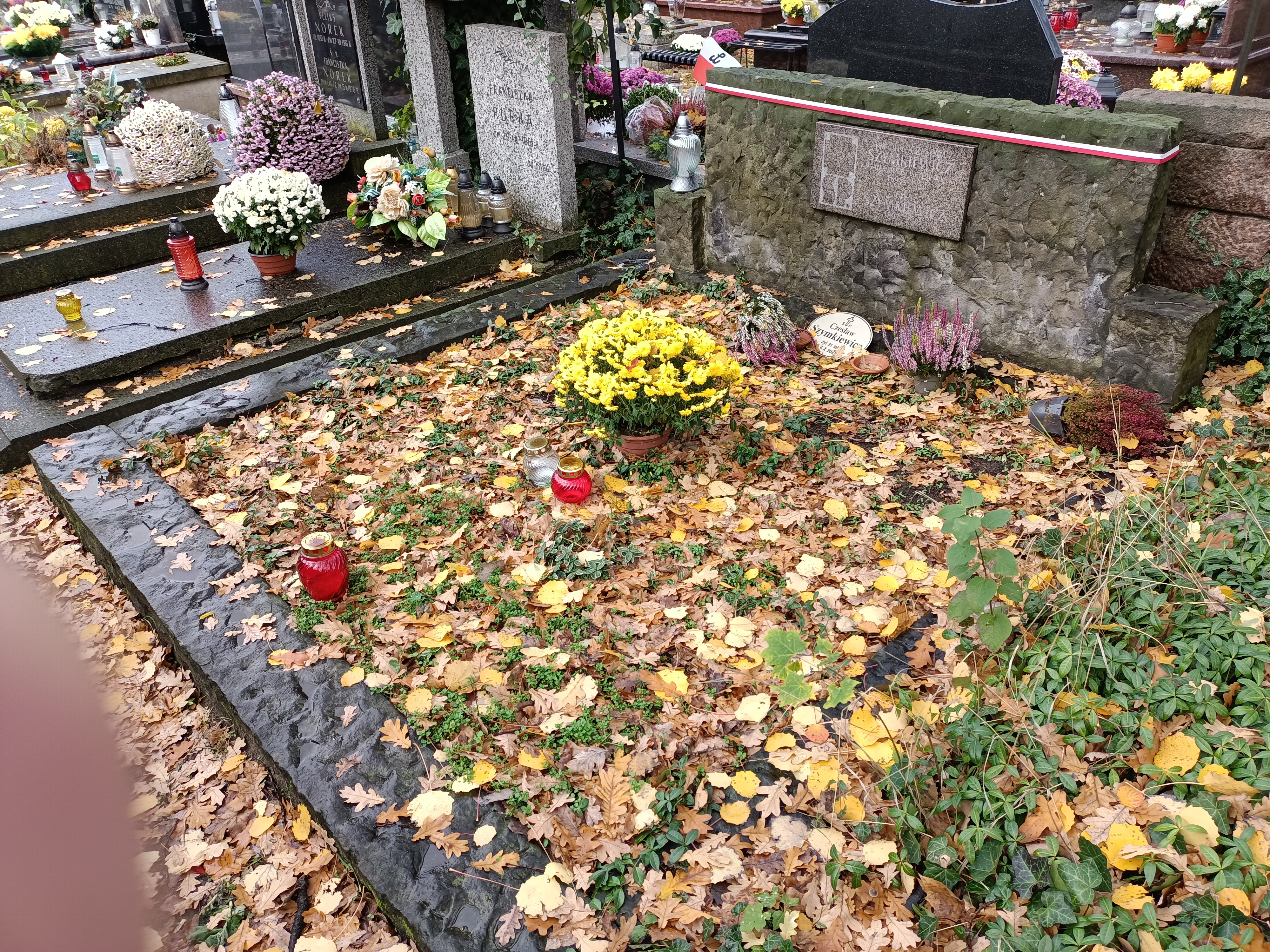
Grób Czesława Szymkiewicza na Cmentarzu Wawrzyszewskim